# Opuntia neochrysacantha
Opuntia neochrysacantha ist eine Pflanzenart in der Gattung der Opuntien (Opuntia) aus der Familie der Kakteengewächse (Cactaceae). Das Artepitheton neochrysacantha leitet sich vom griechischen Wort neos für ‚neu‘ und der Art Opuntia chrysacantha A.Berger (1912, nom. nud.) ab, die nicht gültig beschrieben wurde.

## Beschreibung
Opuntia neochrysacantha wächst strauchig mit manchmal kriechenden, aber mehrheitlich aufrechten Zweigen und erreicht Wuchshöhen von bis zu 80 Zentimeter. Die gelblich grünen, kahlen, fein punktierten, ovalen Triebabschnitte sind 20 bis 25 Zentimeter lang und 13 bis 16 Zentimeter breit. Die in der Nähe der Triebabschnittsspitzen angeordneten Areolen befinden sich auf erhabenen Höckern und stehen 3 bis 3,5 Zentimeter voneinander entfernt. Sie tragen kurze, anfangs cremefarbene, später graue bis schwärzliche Glochiden, die manchmal auch fehlen können. Aus allen Areolen entspringen vier bis acht unterschiedliche nadelige bis pfriemliche, biegsame, dünne, spreizende bis etwas abstehende gelbliche Dornen von bis zu 2,5 Zentimeter Länge.
Die Blüten sind gelb mit einem rötlichen Hauch und erreichen eine Länge von bis zu 7 Zentimeter. Über die Früchte ist nichts bekannt.

## Verbreitung und Systematik
Opuntia neochrysacantha ist in den mexikanischen Bundesstaaten Zacatecas, Aguascalientes und San Luis Potosí verbreitet.
Die Erstbeschreibung durch Helia Bravo Hollis wurde 1974 veröffentlicht.

## Nachweise